# Rubén Simeó
 (octobre 2021).
Rubén Simeó (dit « señor Trompeta ») né en 1992, est un trompettiste espagnol désigné personnellement par Maurice André comme étant son successeur.

## Biographie
Né en 1992 à Vigo, Rubén Simeó a commencé ses études musicales au conservatoire de ce village avec son père, dégageant très tôt une certaine énergie de son instrument. Jouant dans des concerts et à des émissions télévisées avec un grand succès auprès du public et des critiques musicales, il montre sa technique et sa qualité d'interprète dès son plus jeune âge.
Depuis l'âge de 8 ans, il remporte des prix à des concours nationaux et internationaux tels que Yamaha, à Madrid, Ciudad de Vigo, Porcia (Italie), Benidorm, Maurice-André (Paris), Bruxelles, Selmer (France), P. Jones (Guebwiller, France)... en étant à chaque fois le plus jeune participant de ces concours.
Très jeune, il participe à des émissions radios et télévisées, par exemple sur TVE, Antena 3, Channel 9, T.V. Galega, France 4, Radio Classique, T.V. Tokyo, Radio France, L.P.T.V. ... Il assiste également à des cours de Maurice André, E. Rioja, V. Campos, M. Sommerhalder, P. Dutot, B. Nilson, G. Touvron, E. Aubier ...
À 10 ans, participant au programme "Conciertazo" sur TVE (présenté par Fernando Argenta et accompagné par l'orchestre philharmonique de Madrid), il est invité par l'ensemble espagnol pour la clôture du rassemblement international des cuivres à Alzira. À 12 ans il intervient en tant que soliste à l'orchestre symphonique de la RTVE dans l'auditorium national de Madrid et à Saragosse, à l'occasion du concert de noël à la télévision espagnole, à Yamaha pour la convention internationale de Galice ; récitals organisés par le synode diocésain, accompagnés par le pianiste Alejo Amoedo.
Il travaille régulièrement avec des groupes et orchestres symphoniques importants, tels que Valence, Viana do Castelo (Portugal), Symphony San Cristobal (Venezuela), Leon Symphony, Orchestre de Palma de Mallorca, Alicante Symphony, le philharmonique de Cannes, Nice, Nantes, Paris, Italy, Torrente, Alicante, Ciudad Real, U. M. Lliria...
À 12 ans, il réalise son premier enregistrement, "Dream", à la suite d'une tournée en Espagne et au Portugal.
En juillet 2005, après 13 ans d'activité, il est invité par Maurice André à la semaine internationale de la trompette qui a eu lieu à Bordeaux. Il obtient alors un grand succès auprès du public et des critiques. Plus précisément, M. André lui a fait un commentaire très élogieux, faisant l'apologie de ses qualités techniques sans précédent à un tel âge : il va même jusqu'à le déclarer comme étant son successeur.
Il a effectué un nouvel enregistrement en mai 2008 avec l'orchestre à vents de Sienne qui sera distribué mondialement.
Dans ses projets, on peut trouver des tournées en Europe et en Asie (incluant des émissions TV) et des enregistrements.
Il a été le dernier élève de Maurice André, qui a guidé sa carrière musicale.